# Lý Hoài Tiên
Lý Hoài Tiên (chữ Hán: 李懷仙, bính âm: Li Huaixian, ?- 8 tháng 7 năm 768), là Tiết độ sứ Lư Long dưới thời nhà Đường trong lịch sử Trung Quốc. Ban đầu, ông là một tướng phục vụ cho chính quyền Đại Yên của họ Sử, sau đó đầu hàng nhà Đường, có công tiêu diệt Sử Triều Nghĩa, chấm dứt loạn An Sử. Sau đó, trước sự suy yếu của nhà Đường, ông nắm giữ binh quyền ở Lư Long, từng bước li khai triều đình. Về sau bị thủ hạ là Chu Hi Thải, Chu Thử và Chu Thao ám sát.

## Thân thế
Không rõ Lý Hoài Tiên chào đời khi nào và cha mẹ ông là ai, chỉ biết nguyên quán ở của ông là Liễu Thành. Tổ tiên nhiều đời của ông là người Hung Nô, từng phục vụ cho các thế hệ Khả hãn Đột Quyết. Ban đầu, ông chỉ là một tướng cấp thấp cho nhà Đường, đóng tại Liễu Thành.

## Trong loạn An Sử
Cuối năm 755, An Lộc Sơn nổi loạn chống lại nhà Đường. Lý Hoài Tiên đóng quân ở Liễu Thành, gần căn cứ Phạm Dương của họ An, nên nhanh chóng tham gia vào cuộc nổi dậy. Đầu năm 756, ông được cử làm tướng dưới quyền của Lệnh Hồ Triều công đánh vào thành Ung Khâu của nhà Đường do tướng Trương Tuần chống giữ, nhưng thất bại và phải lui quân.
Sau đó trong chính quyền Đại Yên nhiều lần phát sinh đảo chính, Lý Hoài Tiên tiếp tục phục vụ cho ba đời hoàng đế tiếp theo là An Khánh Tự, Sử Tư Minh và Sử Triều Nghĩa. Sau khi Sử Triều Nghĩa giết cha là Sử Tư Minh, đã bố trí cho Lý Hoài Tiên nắm quân vụ ở Phạm Dương, căn cứ ban đầu của chính quyền Yên. Lúc đó Phạm Dương rất hỗn loạn vì các tướng đánh giết lẫn nhau sau khi Sử Tư Minh chết, và Lý Hoài Tiên nhanh chóng khôi phục trật tự cho nơi này.
Không lâu sau đó, quân đội nhà Đường được sự giúp đỡ của Hồi Hột đã lấy lại thành Lạc Dương từ tay quân Yên, Sử Triều Nghĩa chạy trốn đến Phạm Dương. Ngay lúc đó, nhận thấy chính quyền Yên sắp mất, Lý Hoài Tiên gửi thư cho thái giám nhà Đường Lạc Phụng Tiên xin về hàng. Sau đó ông cử Lý Bảo Trung đem quân truy bắt Sử Triều Nghĩa. Sử Triều Nghĩa vào bước đường cùng, phải tự tử. Lý Hoài Tiên cho cắt đầu Triều Nghĩa rồi gửi đến thành Trường An, dâng lên Đường Đại Tông. Loạn An Sử chấm dứt.

## Sau loạn An Sử
Sau khi Sử Triều Nghĩa bị diệt, triều đình vẫn lo sợ các tướng cũ của họ Sử sẽ lại nổi dậy, vì thế Đại Tông theo đề nghị của Bộc Cố Hoài Ân, cho phép các tướng cũ của họ Sử như Lý Hoài Tiên cùng Điền Thừa Tự, Lý Bảo Thần, Tiết Bão... đóng quân ở lãnh địa của mình, phong cho họ chức Tiết độ sứ. Trong đó Lý Hoài Tiên được bổ làm Tiết độ sứ vùng Lư Long bao gồm sáu quận. Bốn vị tướng này liên kết thêm với Lương Sùng Nghĩa, Lý Chính Kỉ cũng là những tiết độ sứ có thế lực, mưu đồ li khai. Dần dần, các phiên trấn này chỉ thần phục nhà Đường trên danh nghĩa. Họ nắm thực quyền rất lớn về chính trị, quân sự, kinh tế trong lãnh địa của mình, thậm chí bỏ không nộp thuế cho triều đình trung ương, về sau còn có người ý tự nhường ngôi cho con cháu, anh em. Trong số đó có ba phiên trấn xem như bán li khai với triều đình (từ đầu thế kỉ IX), gồm Lư Long, Thành Đức và Ngụy Bác, sử gọi là Hà Bắc tam trấn.
Mùa hạ năm 768, các tướng dưới quyền của Lý Hoài Tiên là Chu Hi Thải, Chu Thử, Chu Thao liên kết với nhau sát hại ông. Lý Bảo Thần ở Thành Đức nghe tin, đem quân đánh Hi Thảo để báo thù cho Hoài Tiên nhưng thất bại. Triều đình nhà Đường bất lực, cử Vương Tấn đến làm Tiết độ sứ ở Lư Long, cho Hi Thải làm lưu hậu. Tuy nhiên chỉ mấy tháng sau thì Vương Tấn bị Hi Thải trục xuất, triều đình phải công nhận họ Chu là Tiết độ sứ mới ở Lư Long.